# أوليكسي كازاكوف
أوليكسي كازاكوف (بالأوكرانية: Казаков Олексій Олегович) هو لاعب كرة قدم أوكراني في مركز حراسة المرمى، ولد في 22 فبراير 1990 في ماريوبول في أوكرانيا. لعب مع نادي فورسكلا بولتافا.

## وصلات خارجية
- أوليكسي كازاكوف على موقع اتحاد أوكرانيا (الإنجليزية)
- أوليكسي كازاكوف على موقع قاعدة بيانات كرة القدم.إي يو (الإنجليزية)
- أوليكسي كازاكوف على موقع Soccerway.com (الإنجليزية)